# 1 الحمل
1 الحَمَل (بالإنجليزية: 1 Arietis)‏ في الفهرس العام الجديد، هو نجم متعدد، يقع في كوكبة الحمل.

## روابط خارجية
- 1 الحمل على موقع ويكي سكاي: DSS2, SDSS, GALEX, IRAS, Hydrogen α, X-Ray, Astrophoto, Sky Map, Articles and images